# Пекажев
Пекажев (пол. Piekarzew, нім. Walden) — село в Польщі, у гміні Плешев Плешевського повіту Великопольського воєводства.
Населення — 280 осіб (2011).
У 1975-1998 роках село належало до Каліського воєводства.

## Демографія
Демографічна структура станом на 31 березня 2011 року:
|          | Загалом | Допрацездатний вік | Працездатний вік | Постпрацездатний вік |
| -------- | ------- | ------------------ | ---------------- | -------------------- |
| Чоловіки | 140     | 35                 | 89               | 16                   |
| Жінки    | 140     | 22                 | 86               | 32                   |
| Разом    | 280     | 57                 | 175              | 48                   |